# Plembach
Plemnach war ein Ort im Kreis Preußisch Eylau in Ostpreußen. Seine Ortsstelle befindet sich heute im Munizipalkreis Rajon Bagrationowsk (Stadtkreis Preußisch Eylau) in der russischen Oblast Kaliningrad (Gebiet Königbserg (Preußen)).

## Geographische Lage
Die Ortsstelle Plembachs liegt im südlichen Westen der Oblast Kaliningrad, 18 Kilometer nordwestlich der früheren Kreis- und heutigen Rajonshauptstadt Preußisch Eylau (russisch Bagrationowsk).

## Geschichte
Gegründet wurde der zunächst Abbau Guttzeit genannte kleine Ort im Jahre 1900, aber schon ein Jahr später hieß er „Plembach“. Plembach war eine Försterei, die dem Staatsforst Preußisch Eylau unterstand, außerdem ein Vorwerk und damit auch bis 1945 ein Wohnplatz in der Gemeinde Kilgis (russisch Saretschje, ab 1993 Krasnoarmeiskoje).
In Kriegsfolge kam Plembach 1945 mit dem gesamten nördlichen Ostpreußen zur Sowjetunion. Bereits in den ersten Nachkriegsjahren wurde der Name nicht mehr genannt. Es fehlt auch eine russische Namensgebung und die Zuordnung zu einem Dorfsowjet. Heute gilt Plembach als untergegangen.

## Religion
Bis 1945 gehörte Plembach zum Kirchspiel der evangelischen Kirche Kreuzburg (Ostpreußen) (Slawskoje) in der Kirchenprovinz Ostpreußen der Kirche der Altpreußischen Union.

## Verkehr
Die kaum noch erkennbare Ortsstelle Plembachs liegt an einer Nebenstraße, die Krasnoarmeiskoje (Kilgis/Sollau) über Gussewo (Groß Park) mit Maiskoje (Groß Bajohren, 1938 bis 1945 Baiersfelde) verbindet.